# Carlos Alberto Freitas Barreto
Carlos Alberto Freitas Barreto ORB(Biritinga, 15 de dezembro de 1952) é um político brasileiro, auditor fiscal da Receita Federal do Brasil e foi secretário da Receita Federal do Brasil de 1 de janeiro de 2011 a 9 de janeiro de 2015.

## Carreira
É bacharel em Ciências Econômicas pela Universidade Federal da Bahia (UFBA), graduado em 1975, e bacharel em Direito também pela UFBA, graduado em 1993. Possui especializações em Direito Tributário e Gestão Contemporânea, pela UFBA.
Iniciou suas atividades profissionais como contador autônomo, no período de 1972 a 1975 e posteriormente trabalhou no Banco do Estado da Bahia, exercendo o cargo de analista econômico-financeiro, no período de 1975 a 1978.
Ingressou na Receita Federal em outubro de 1978, tendo ocupado os cargos de chefe do Serviço de Fiscalização da DRF em Belém (PA), de 1981 a 1982; chefe do Serviço de Fiscalização da DRF em Salvador (BA), de 1985 a 1988; delegado da DRF em Salvador (BA), de 1992 a 1996; delegado da Delegacia de Julgamento da Receita Federal em Salvador (BA), de 1996 a 2001; secretário adjunto da Receita Federal do Brasil, de 2002 a 2009 e presidente do Conselho Administrativo de Recursos Fiscais (CARF), de abril de 2009 até sua nomeação para o cargo de secretário da RFB. Deixou o cargo em 9 de janeiro de 2015, sendo substituído por Jorge Antônio Deher Rachid e voltou para o cargo de presidente do Conselho Administrativo de Recursos Fiscais (CARF).